# Зрінськи
«Зрінськи» Мостар (хорв. Hrvatski športski klub Zrinjski Mostar) — боснійський футбольний клуб із Мостара, заснований 1905 року. Виступає у Прем'єр-лізі Боснії та Герцеговини.

## Досягнення
Чемпіонат Боснії і Герцеговини:
- Чемпіон (9): 2005, 2009, 2014, 2016, 2017, 2018, 2022, 2023, 2025

Кубок Боснії і Герцеговини:
- Володар Кубка (3): 2008, 2023, 2024

Суперкубок Боснії і Герцеговини:
- Володар Суперкубка (1): 2024

## Участь в єврокубках
| Сезон   | Змагання            | Раунд                   | Опонент               | Результат вдома | Результат на виїзді | Разом |
| ------- | ------------------- | ----------------------- | --------------------- | --------------- | ------------------- | ----- |
| 2000    | Кубок Інтертото     | 1 раунд                 | Вестра Фрелунда       | 2–1             | 0–1                 | 2–2   |
| 2005–06 | Ліга чемпіонів УЄФА | 1 кваліфікаційний раунд | Ф91 Дюделанж          | 0–4 (дч)        | 1–0                 | 1–4   |
| 2006    | Кубок Інтертото     | 1 раунд                 | Марсашлокк            | 3–0             | 1–1                 | 4–1   |
| 2006    | Кубок Інтертото     | 2 раунд                 | Маккабі (Петах-Тіква) | 1–3             | 1–1                 | 2–4   |
| 2007–08 | Кубок УЄФА          | 1 кваліфікаційний раунд | Партизан              | 1–61            | 0–5                 | 1–11  |
| 2007–08 | Кубок УЄФА          | 2 кваліфікаційний раунд | Работнічкі            | 1–2             | 0–0                 | 1–2   |
| 2008–09 | Кубок УЄФА          | 1 кваліфікаційний раунд | Вадуц                 | 3–0             | 2–1                 | 5–1   |
| 2008–09 | Кубок УЄФА          | 2 кваліфікаційний раунд | Брага                 | 0–2             | 0–1                 | 0–3   |
| 2009–10 | Ліга чемпіонів УЄФА | 2 кваліфікаційний раунд | Слован (Братислава)   | 1–0             | 0–4                 | 1–4   |
| 2010—11 | Ліга Європи УЄФА    | 1 кваліфікаційний раунд | Тобол                 | 2–1             | 2–1                 | 4–2   |
| 2010—11 | Ліга Європи УЄФА    | 2 кваліфікаційний раунд | Тре Пенне             | 4–1             | 9–2                 | 13–3  |
| 2010—11 | Ліга Європи УЄФА    | 3 кваліфікаційний раунд | Оденсе                | 0–0             | 3–5                 | 3–5   |
| 2013—14 | Ліга Європи УЄФА    | 1 кваліфікаційний раунд | УЕ Санта-Колома       | 1–0             | 3–1                 | 4–1   |
| 2013—14 | Ліга Європи УЄФА    | 2 кваліфікаційний раунд | Ботев (Пловдив)       | 1–1             | 0–2                 | 1–3   |
| 2014–15 | Ліга чемпіонів УЄФА | 2 кваліфікаційний раунд | Марибор               | 0–0             | 0–2                 | 0–2   |
| 2015—16 | Ліга Європи УЄФА    | 1 кваліфікаційний раунд | Ширак                 | 2–1             | 0–2                 | 2–3   |
| 2016—17 | Ліга чемпіонів УЄФА | 2 кваліфікаційний раунд | Легія                 | 1–1             | 0-2                 | 1-3   |
| 2017—18 | Ліга чемпіонів УЄФА | 2 кваліфікаційний раунд | Марибор               | 1–2             | 1-1                 | 2-3   |

1 «Партизан» дискваліфікували за безлад їх фанатів у виїзному матчі.